# Benjoin
Pour les articles homonymes, voir Ase.
Ne doit pas être confondu avec Terminalia bentzoe, ou benjoin-pays, un arbre endémique de La Réunion ou avec l'impératoire, une plante trouvée en Europe.

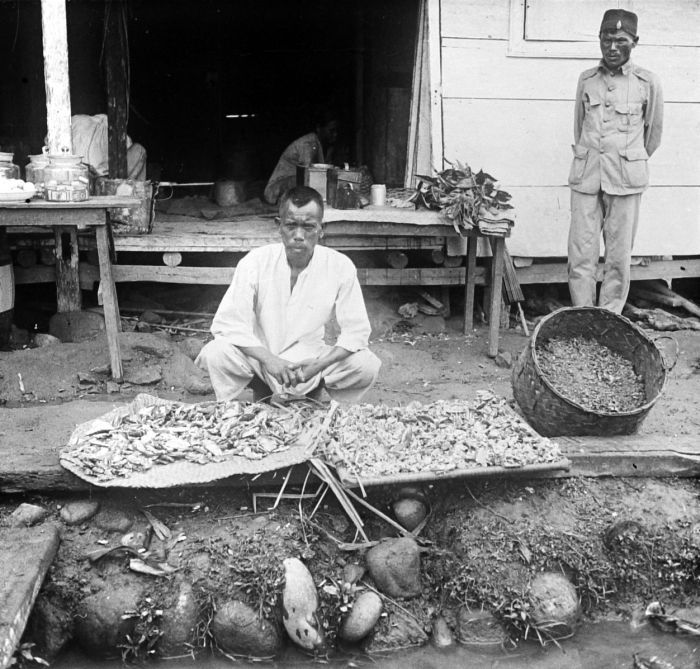
Vendeur de benjoin dans le nord de Sumatra.

Le benjoin (ou ase douce) est le baume, ou la résine, de diverses plantes du genre Styrax.
On trouve le styrax originaire d'Indochine, Styrax tonkinensis, le styrax originaire d'Indonésie, Styrax benzoin, et le styrax originaire du Sud-Est de l'Europe (Grèce, Chypre…) et du Proche-Orient (Turquie, Palestine…), Styrax officinalis, aussi appelé Aliboufier. Commercialement, ces résines sont souvent vendues sous les noms suivants, par ordre de provenance : benjoin de Siam ou du Laos, benjoin de Sumatra, et Storax.
Le benjoin de Siam a une couleur jaune-brun, le benjoin de Sumatra a une couleur gris foncé, et le Storax a une couleur noire.
Le nom de benjoin vient probablement, par l'intermédiaire de l'italien, de l'arabe lubān jāwī ou « encens javanais », et est à l'origine de celui du benzène.
Son principal composant est l'acide benzoïque pour le benjoin d'Indochine, et l'acide cinnamique pour le benjoin de Sumatra. Les benjoins des deux origines contiennent également un petit pourcentage de vanilline.

## Utilisations
Ses utilisations sont essentiellement la parfumerie comme note dite « orientale » pour le benjoin de Siam, et les arômes, notamment la cigarette, pour le benjoin de Sumatra. Le benjoin de Siam trouve également quelques applications pharmaceutiques sous forme de teinture.
Le benjoin du Siam ou du Laos est le plus important des principes actifs du papier d'Arménie,.
Le benjoin du Siam vanillé ou celui de Sumatra est également utilisé comme encens, notamment dans l'Église orthodoxe russe et dans les pays du Maghreb c'est le jaoui ou benjoin blanc (Maroc, Algérie, Tunisie).

## Dans les arts et la culture
On trouve dans le chapitre XIII du Gargantua de Rabelais (le célèbre épisode du « torche-cul ») un jeu de mots obscène entre "benjoin" et "maujoin", ce dernier mot désignant les parties sexuelles de la femme : « De ce me gueryz au lendemain me torchant des guands de ma mere bien parfumez de maujoin. »
Le benjoin est cité dans trois poèmes de Charles Baudelaire (Correspondances ; À une Madone ; Bien loin d’ici), dans Bel-Ami de Maupassant et dans Relent d'Amour de Jean Lorrain.
Robert Sabatier en fait fumer à Olivier dans Trois sucettes à la menthe.
La chanteuse Mireille l'évoque dans sa chanson Échanges et la chanteuse Juliette dans sa chanson Sur l'oreiller, tout comme le groupe de musique français Feu! Chatterton dans leur chanson Souvenirs.
Dans Le blé en herbe de Colette, Philippe, dont les sens sont perturbés par sa visite à Madame Dalleray, demande à Vinca si elle ne trouve pas, elle aussi, que les crevettes sentent le benjoin.
Dans La Mare, Thomas Fersen se rêve oint de teinture de benjoin par la Vouivre.
Dans Cent ans de solitude de Gabriel Garcia Márquez, Pietro Crespi est retrouvé mort, les poignets tranchés et les deux mains dans une bassine de benjoin.